# هالة محمد عبد الحليم

## حياتها
هالة  محمد عبد الحليم  سياسية ومحامية سودانية معروفة وأحد أبرز قيادات المعارضة السودانية وهي أول امراة تكون رئيسة حزب سياسي في السودان والوطن العربي.

## دراستها
نالت ليسانس الحقوق من جامعة القاهرة فرع الخرطوم والتي التحقت بها في العام 1985م.

## نشاطها السياسي
إلتحقت ب«الجبهة الديمقراطية للطلاب السودانيين»، التنظيم الطلابي للحزب الشيوعي السوداني في العام 1987م. كانت عضوة نشطة وفاعلة في الحركة الطلابية إبان دراستها؛ وترأست «جميعة المرأة» و«جمعية  منطقة طلاب الديوم الشرقية» بالخرطوم . إنخرطت في صفوف الحزب الشيوعي السوداني في العام 1990 وظلت تمارس نشاطها السياسي فيه بجانب إحترافها مهنة المحاماة إلي أن استقالت منه في العام 2002م.
وواصلت نضالها السياسي وانتمت لقيادة حركة القوى الجديدة الديمقراطية حق والتي كان من مؤسسيها المفكر والسياسي السوداني الأستاذ الخاتم عدلان.
أنتخبت لرئاسة حركة حق  في المؤتمر العام الثالث في ديسمبر 2006م، والمسمى بؤتمر (الخاتم عدلان وجون قرنق) تيمنا بالأستاذ الخاتم عدلان والدكتور جون قرنق ديمابيور وتم فيه انتخاب هالة عبد الحليم رئيسة لحركة حق، كأول امرأة على نطاق العالم العربي والسودان تفوز بقيادة حزب سياسي.
أعيد إنتخابها لقيادة الحركة  لدورة ثانية في المؤتمر العام الرابع حركة القوى الجديدة الديمقراطية حق الذي أنعقد في مايو 2011 تحت شعار (إنتزاع الديمقراطية لأجل استعادة وحدة الوطن) جددت فيه الثقة قيادة في الأستاذة «هالة عبد الحليم» وانتخبت رئيساً للحركة لدورة ثانية.